# Mediostoma humerale
Mediostoma humerale is een hooiwagen uit de familie aardhooiwagens (Nemastomatidae).
Een beschrijving van de soort werd voor het eerst geldig gepubliceerd in 1839 door C.L. Koch. De originele naamcombinatie (protoniem) was Nemastoma humerale C.L. Koch, 1839. Een volgende naamrecombinatie werd gepubliceerd al Nemastoma quadripunctatum humerale (C.L. Koch, 1839) in Roewer 1914; of later als Paranemastoma quadripunctatum humerale (C.L. Koch, 1839) of zelfs Paranemastoma humerale (C.L. Koch, 1839). Na 2023 de geldige combinatie is Mediostoma humerale (C.L. Koch, 1839) in Gruber 1976.